# Schleebuch
Schleebuch ist ein Ortsteil der schwäbischen Gemeinde Roggenburg im Landkreis Neu-Ulm.

## Geografie
Das Kirchdorf liegt rund einen Kilometer nordöstlich von Roggenburg. 

## Geschichte
Schleebuch gehörte zur Gemeinde Schießen und wurde mit dieser im Zuge der Gebietsreform in Bayern am 1. Mai 1978 in die Gemeinde Roggenburg eingegliedert. Diese Kommune war am 1. Juli 1972 aus den Gemeinden Biberach, Ingstetten und Meßhofen gebildet und nach dem Kloster Roggenburg benannt worden.

## Sehenswürdigkeiten
In die Liste der Baudenkmäler in Schleebuchn ist ein Objekt eingetragen, nämlich die Katholische Kirche St. Wendelin.